# La historia de Aaron Swartz. El chico de Internet
La historia de Aaron Swartz. El chico de Internet es una película documental biográfica de 2014 sobre Aaron Swartz, la Agencia de Seguridad Nacional y la Ley SOPA, escrita, dirigida y producida por Brian Knappenberger. La película fue estrenada oficialmente el 20 de enero de 2014 en el Festival de Cine de Sundance.

## Sinopsis
Este documental cuenta la historia de Aaron Swartz, un programador prodigio y activista de la información. Desde el desarrollo del protocolo RSS hasta la creación conjunta del sitio web de Reddit, Swartz, junto con varios activistas preocupados por la inminencia de la aprobación de la nueva ley, aprovechó las tecnologías que tenía a su alcance para crear un sitio de internet llamado Demand Progress, donde publicó en línea una petición contra la ley que juntó 300,000 firmas, además de contar con el apoyo de múltiples sitios Web, entre ellos, Google y Wikipedia. Esta guerra acabó con su vida de 26 años. La historia de Aaron se hizo popular fuera de su ya famosa comunidad en línea. Esta película es una historia personal sobre lo que hemos perdido con la tecnología y nuestra relación con las libertades civiles.

## Activismo y valores de Aaron Swartz
Los valores y principios de Aaron, ya eran evidentes desde sus comienzos en proyectos como The info network, su pensamiento sobre un internet libre y la libre disposición de contenidos y conocimientos, sustentaron gran parte de sus proyectos y colaboraciones a lo largo de su carrera.
Desde sus inicios en el mundo de la programación, Aaron demostró un gran apoyo y sustento a iniciativas de software libre, contribuyendo en diferentes proyectos y apoyando causas como las de la ONG, Creative Commons. Aaron trabajaba con la esperanza de que los contenidos generados por las personas sirvieran para disponer de un acceso más libre a la información, fomentando la compartición del conocimiento, con el objetivo final de fomentar la creatividad y el juicio crítico en la sociedad.
Su visión sobre la justicia, igualdad y acceso a un bien de todos, como es la información, debería ser una pieza fundamental para añadir a nuestra escala de valores, y seguir defendiendo esta cruzada que él inició.
“Me siento fuerte por creer que no es suficiente vivir en el mundo tal como es y solo tomar lo que se te da, y ya sabes, seguir las cosas que los adultos te dijeron que hicieras y lo que tus padres te dijeron que hicieras y lo que la sociedad te dijo que hicieras. Creo que siempre debes cuestionarlo todo. Un día tomé esta actitud científica de que ‘todo lo que sabes es provisional’. Cuando me di cuenta que había problemas fundamentales muy serios de los cuales podia encargarme, no encontré la forma de olvidarlo”.

## Producción
El 11 de enero de 2014, conmemorando el primer aniversario de su muerte, fue lanzado un adelanto del documental. El programa de radio Democracy Now! cubrió el lanzamiento de este documental, así como la vida de Aaron y su persecución legal, en una entrevista en profundidad con el director Brian Knappenberger, el padre y el hermano de Swartz, y su abogado.
Después de su estreno en Sundance, Participant Media y FilmBuff adquirieron los derechos de distribución de la película. El documental fue lanzada en cines y VOD el 27 de junio de 2014, en Estados Unidos. Fue seguido por una emisión televisiva en Pivot a finales de 2014.
La película también fue proyectada en South by Southwest el 15 de marzo de 2014. Sirvió como la película de apertura en el Hot Docs Canadian International Documentary Festival el 24 de abril de 2014.
El estreno de la película en Reino Unido tuvo lugar en el Sheffield Doc/Fest en junio de 2014 donde ganó el Premio del Jurado Juvenil. En agosto de 2014 fue proyectada en el Barbican Centro en Londres como parte de Wikimania 2014. La BBC también emitió el documental en enero de 2015 como parte de su marca de documentales Storyville. También ha sido liberado en Internet con una licencia Creative Commons BY-NC-SA 4.0.

## Recepción
La película recibió una respuesta positiva por parte de la crítica. Rotten Tomatoes da la película una calificación de 93% basada en las reseñas de 57 críticos, con un puntaje promedio de 7.3/10.
Geoffrey Berkshire en su reseña para Variety lo describió como:

"A spellbinding portrait of the Internet whiz kid's life and political convictions, which were cut short by his suicide in early 2013"
"Un retrato fascinante de la vida y convicciones políticas del niño prodigio de Internet, que se truncó con su suicidio a principios de 2013"

John DeFore de The Hollywood Reporter le dio una crítica positiva y dijo que era una "excelente narración amigable para novatos de una historia que sacudió a los conocedores de la web". Katherine Kilkenny de Indiewire dijo que:

"The Internet’s Own Boy aspires to provoke Capitol Hill by educating its viewers to inspire questions. Questions for those revered leaders in Silicon Valley — and for a government whose restrictions of the internet have been applied with a sledgehammer, as one source of the film says, instead of a scalpel"
"El chico de Internet busca provocar a Capitol Hill educando a sus televidentes para inspirar preguntas. Preguntas para los venerados líderes de Silicon Valley, y para un gobierno cuyas restricciones de Internet se han aplicado con un mazo, como dice una fuente de la película, en lugar de un bisturí"

En su revisión para The Daily Telegraph, Amber Wilkinson le dio a la película tres estrellas de cinco y dijo que:

"Knappenberger's film is a heavy watch, mostly using talking heads and footage of Swartz before his death to tell a story which comes to question the state of civil liberties in the US."
"La película de Knappenberger es un reloj pesado, que utiliza principalmente cabezas parlantes y filmaciones de Swartz antes de su muerte para contar una historia que cuestiona el estado de las libertades civiles en los EE.UU."

En diciembre de 2014 la película estuvo listada entre las quince películas en una "lista corta" para avanzar a una ronda de votación para el largometraje documental en la edición 87 de los Premios Óscar, sin embargo no fue nominada.